# Clinobiantes paradoxus
Genre
Espèce
Clinobiantes paradoxus, unique représentant du genre Clinobiantes, est une espèce d'opilions laniatores de la famille des Biantidae.

## Distribution
Cette espèce est endémique du Sud-Ouest au Cameroun. Elle se rencontre vers Bibundi.

## Description
Le mâle syntype mesure 3 mm et la femelle syntype 3 mm.

## Publication originale
- Roewer, 1927 : « Weitere Weberknechte I. 1. Ergänzung der: "Weberknechte der Erde", 1923. » Abhandlungen des Naturwissenschaftlichen Vereins zu Bremen, vol. 26, p. 261–402.